# 바츨라프 광장

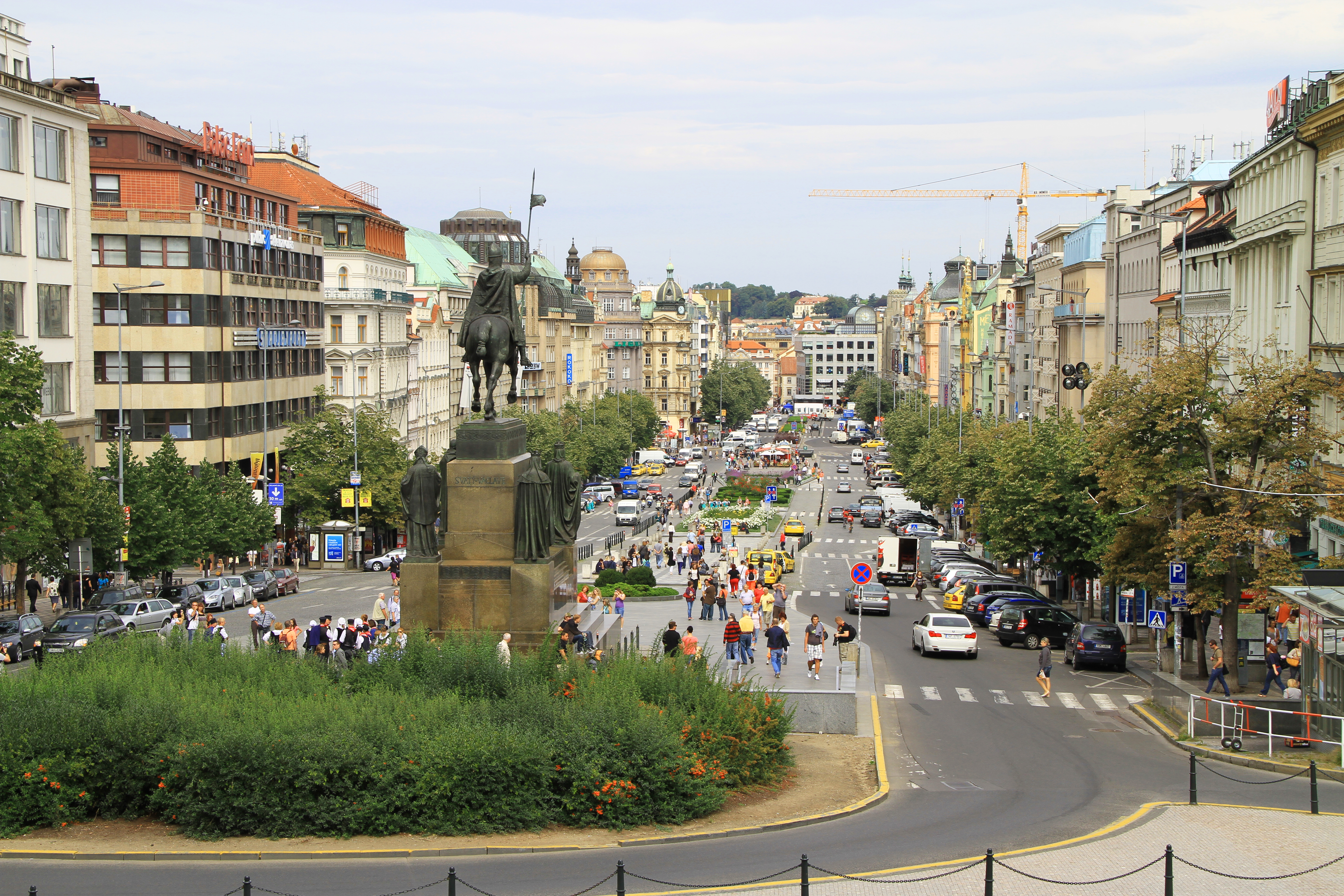
바츨라프 광장

바츨라프 광장(체코어: Václavské náměstí)은 체코 프라하 신시가지에 있는 광장이다. 체코 역사의 많은 사건들이 발생한 역사적인 장소이며, 현재에도 시위, 축하행사 등이 많이 열린다. 광장 이름은 보헤미아의 수호 성인인 바츨라프 1세 공작에서 유래된 이름이다. 프라하 역사지구의 중심이라 할 수 있다.
바츨라프 광장은 중세 시대에는 말 시장(Koňský trh)이었으나, 1848년 보헤미아의 시인 카렐 하블리체크 보로프스키(Karel Havlíček Borovský)의 제안으로 성 바츨라프 광장으로 명칭이 바뀌었다.

## 역사
1348년 보헤미아의 카를 4세가 프라하에 새로운 마을을 만들었다. 새로운 마을 건립 계획 중 카를 4세는 여러 광장에 시장을 만들었는데, 그 중 두 번째로 큰 시장이 말 시장(Koňský trh)이었다. (첫 번째로 큰 광장은 카를 광장(Karlovo náměstí)이었다.) 시장의 남동쪽 끝에는 말이 드나드는 문이 있었다.

## 사진

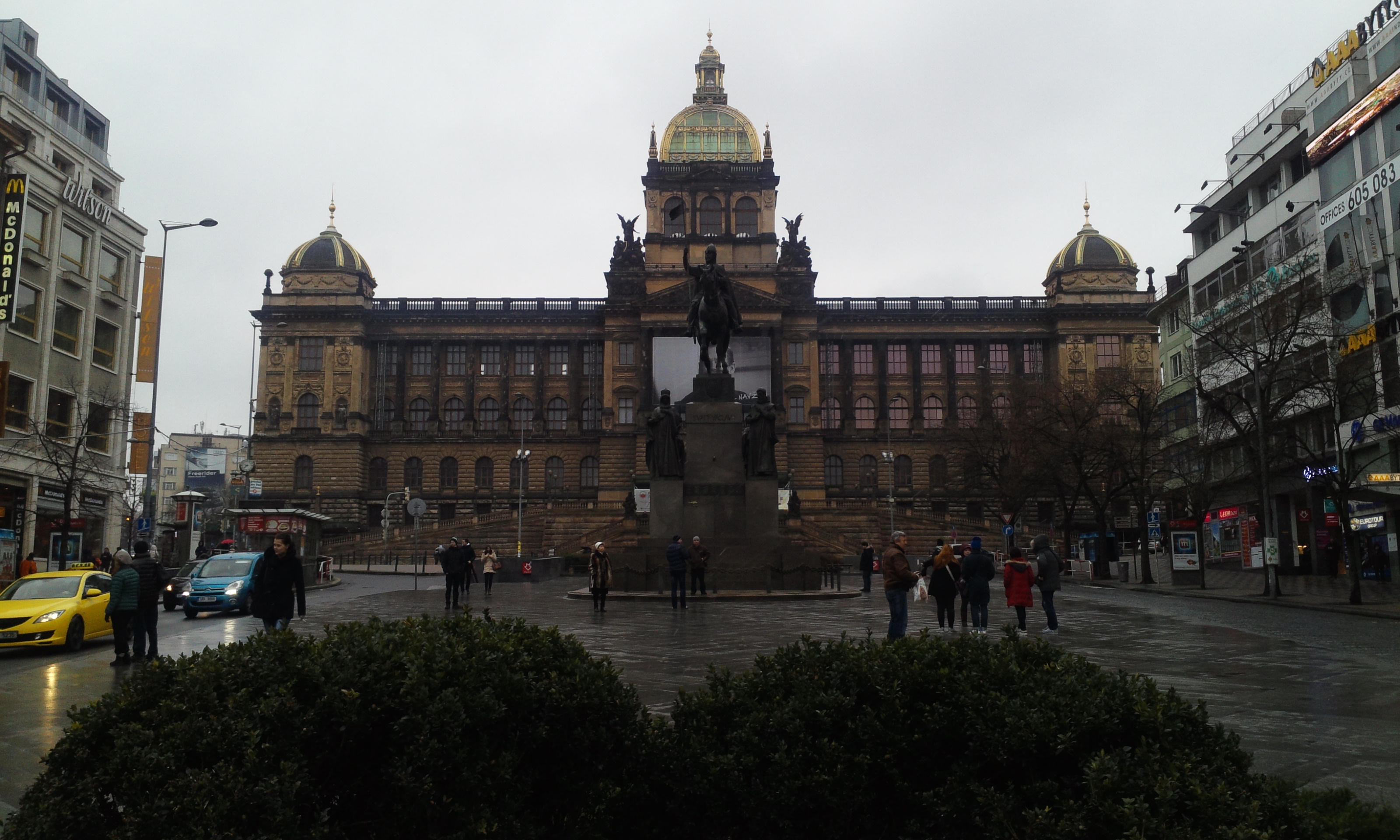
2015년 바츨라프 동상과 체코국립박물관